# 大眼真小鯉
大眼真小鯉（学名：Cyprinella xaenura）为輻鰭魚綱鯉形目雅羅魚科的一種，分布於北美洲美國喬治亞州中北部奧塔瑪哈河上游流域，棲息在多沙石的溪流，本魚身體上半部分呈暗橄欖色，背部有一條深色條紋，身體後半部有一條銀黑色條紋，繁殖期時雄魚具有多種不同的特徵，包括身體的一側是藍色的，擁有白色的鰭，以及獨特的黃色到橙色的尾鰭、背鰭和臀鰭，體長可達11公分，棲息在岩石、沙底質的小溪和水塘，以昆蟲為食，繁殖期時雌魚會將卵產在岩石縫隙或礫石上。